# Hypoxylon salicicola
Hypoxylon salicicola är en svampart som beskrevs av Granmo 1999. Hypoxylon salicicola ingår i släktet Hypoxylon och familjen kolkärnsvampar.  Arten är reproducerande i Sverige. Inga underarter finns listade i Catalogue of Life.